# Дуквиц, Георг Фердинанд
Георг Фердинанд Дуквиц (нем. Georg Ferdinand Duckwitz; 29 сентября 1904, Бремен — 16 февраля 1973, там же) — немецкий дипломат, в годы Второй мировой войны — военный атташе немецкого посольства в Дании. Приложил немало усилий, чтобы в 1943 саботировать распоряжение об «окончательном решении еврейского вопроса» в оккупированной Дании, благодаря чему почти все датские евреи смогли пережить войну.

## Биография
Родился в аристократической семье 29 сентября 1904 года в Бремене. После окончания колледжа работал в бизнесе по торговле кофе. Фирма направила его на работу в Данию, где он приобрёл друзей среди коммерсантов и политиков.
Вступил в НСДАП в 1932 году. В 1940 году после оккупации немецкими войсками Дании был призван на государственную службу. Работал в Министерстве иностранных дел. С 1942 года работал в Дании морским атташе посольства. Со временем он разочаровался в национал-социализме. Особенное отвращение у Дуквица вызвало жестокое обращение нацистов с евреями.
11 сентября 1943 года он узнал о плане депортации в лагеря уничтожения всех евреев, живших в Дании. Дуквиц проинформировал об этом премьер-министра Швеции. 29 сентября Дуквиц сообщил о предстоящей депортации лидерам датских социал-демократов. В результате тысячи евреев Дании в течение 72 часов были спрятаны или перевезены в Швецию.
После войны Дуквиц вернулся на работу в МИД и в 1955—1958 годах был послом ФРГ в Дании.
В 1971 году израильский институт Яд ва-Шем присвоил ему звание Праведника мира.